# Rettigska palatset (Gävle)
Ej att förväxlas med Rettigska huset i Stockholm eller med Rettigska palatset i Åbo

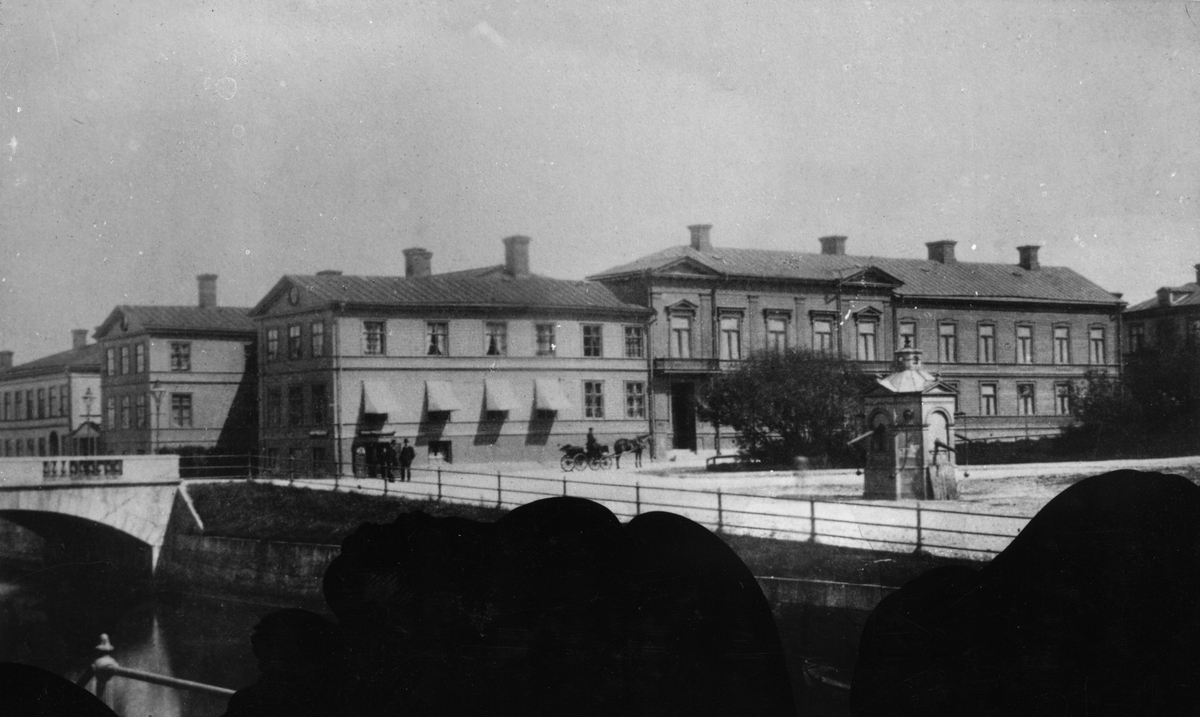
XLM.C385 Rettigska huset (eller "palatset"). I hörnet närmast kameran fanns en tobaksaffär. Pumphus på nuvarande Slottstorget. Bild från Länsmuseet Gävleborg

Rettigska palatset var en byggnad i centrala Gävle, belägen på södra sidan av Gavleån närmast Kungsbron. Byggnaden uppfördes som bostadshus åt tobaksfabrikör Pehr Christian Rettig under 1800-talets första decennier. Huset revs 1961 i samband med den så kallade Södersaneringen.